# Erythrocera facialis
Erythrocera facialis là một loài ruồi trong họ Tachinidae.